# Althea Sherman
Pour les articles homonymes, voir Sherman.
Althea Rosina Sherman (1853 - 1943) est une illustratrice, une enseignante, une ornithologue autodidacte et une écrivaine qui a fait construire la « Tour des martinets de cheminée » dans le comté de Clayton, dans l'Iowa. Cette structure lui a permis d'observer le cycle de vie des martinets ramoneurs et d'en rendre compte, étant la première à réaliser de telles enquêtes. Elle publie plus de 70 articles dans des revues scientifiques et ornithologiques au cours de sa carrière. Sherman est élue membre de l'American Ornithologists' Union et figure dans la troisième édition de l'American Men of Science. En outre, son travail d'illustratrice, notamment du chardonneret, incite l'Assemblée générale de l'Iowa à adopter le chardonneret comme oiseau d'État de l'Iowa,.
Parce qu'elle est autodidacte dans son domaine d'expertise, Althea Sherman est un exemple d'autodidacte.

## Enfance et éducation
Sherman est née dans le canton de Farmersburg, dans le comté de Clayton, dans l'Iowa, des parents Mark Bachelor Sherman et Melissa Sherman (née Clark). Elle est la quatrième des six enfants de la famille. Son père est un tanneur de cuir et un fabricant de chaussures autodidacte, travaillant dans l'État de New York puis dans le Wisconsin. Une fois ces métiers largement adaptés par les grandes usines, il devient agriculteur, réussissant à exploiter une ferme dans le canton de Farmersburg, dans l'Iowa, qu'il a acquise grâce à une concession de terre après la guerre mexico-américaine. Même si sa fille Althea Sherman s'est plus tard lamentée dans ses écrits sur le déclin de la vie animale et végétale dû à la perte d'habitat et au développement agricole, les revenus agricoles de son père financent son éducation et la soutiennent dans sa vie ultérieure alors qu'elle mène des recherches ornithologiques,,.

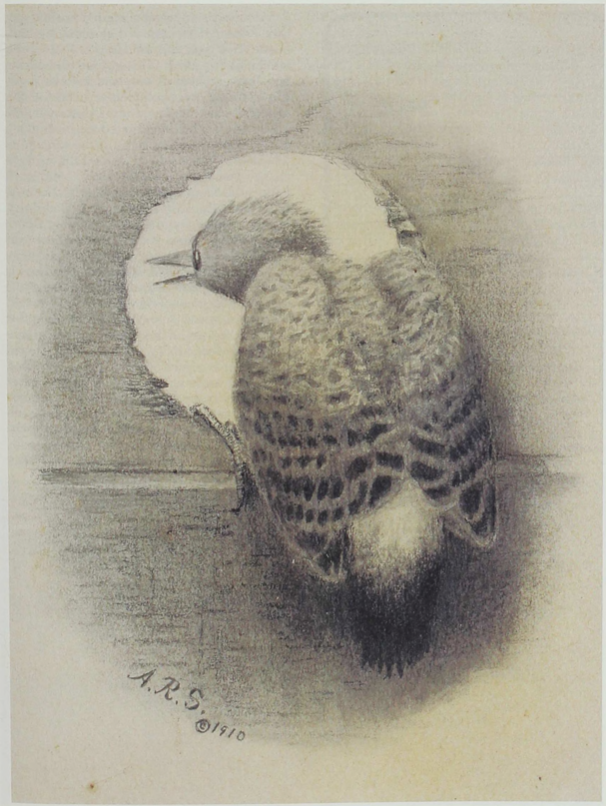
1910 - Croquis d'un pinson du Nord par Sherman.

Sherman et ses deux sœurs aînées, Amelia Sherman et Ada Sherman parcourent 40 miles depuis leur domicile pour se rendre dans une académie préparatoire à l'Upper Iowa University (en). Les trois sœurs s'inscrivent ensuite au Oberlin College. Ses sœurs suivent toutes deux des cours en vue d'une carrière médicale, mais Althea Sherman continue à étudier l'art. À l'Oberlin College, Sherman suit le cours classique d'étude de l'art, par opposition au cours d'étude littéraire. Elle attribue plus tard une partie de son succès scientifique à ses études de grec, de latin et d'art, notamment d'illustration.
Après avoir obtenu un B.A. en beaux-arts au Oberlin College en 1875, Althea Sherman étudie pendant un certain temps à l'Art Institute of Chicago. Elle retourne ensuite au Oberlin College pour obtenir une maîtrise en art en 1882. Althea Sherman enseigne ensuite au Carleton College de Northfield, dans le Minnesota, avant de partir en 1885 pour étudier à l'Art Students League de New York. En 1887, Althea Sherman s'installe à Wichita, au Kansas, pour se rapprocher de sa sœur aînée Ada. Elle retourne dans sa ville natale de l'Iowa après que ses parents soient tombés malades, afin de les aider.
En 1892, Althea Sherman devient superviseur du dessin dans les écoles publiques de Tacoma, dans l'État de Washington, jusqu'à ce qu'elle retourne dans sa ville natale de National, dans l'Iowa, en 1895, pour s'occuper à nouveau de son père malade. Son père meurt en 1896 et Althea Sherman reste pour s'occuper de sa mère jusqu'à la mort de celle-ci en 1902. Elle continue à résider dans sa maison familiale de l'Iowa avec sa sœur aînée, Amelia Althea Sherman.

## Carrière scientifique
Après une carrière de 20 ans dans les arts, Althea Sherman se lance dans l'ornithologie, mettant à profit ses talents d'observatrice et d'illustratrice,. Avant l'époque de Sherman, les biologistes sacrifient fréquemment des oiseaux pour les examiner sur le plan morphologique. Au lieu de cela, Sherman est la première à étudier le comportement des oiseaux, en se concentrant sur l'observation des oiseaux dans leur habitat naturel. Dès le début de ses recherches, elle met en place un centre d'observation près de sa maison, qu'elle appelle son "Acre of Birds". Sherman y aménage des cavités naturelles dans les arbres pour les sites de nidification, ainsi que des nichoirs, des plateformes de nidification et des tas de broussailles. Ses nichoirs sont construits avec des trous permettant d'observer les oiseaux et d'y accéder pour évaluer le développement des oisillons. Sherman fait des observations sur les besoins en matière d'habitat, les habitudes alimentaires, ainsi que sur la croissance et le déclin des populations de diverses espèces d'oiseaux. Elle mesure les temps d'incubation des œufs et les taux de croissance des oisillons pour différentes espèces. Sherman fait fréquemment des croquis et des illustrations de ses observations et est donc un portraitiste aviaire.

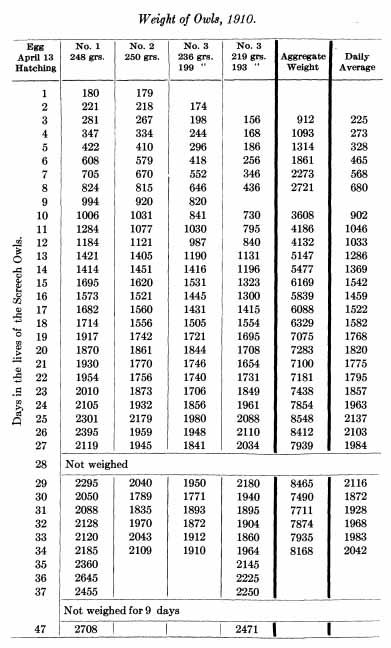
Données de Sherman sur les taux de croissance des oisillons de chouettes effraies, telles que publiées en 1911.>

Depuis sa maison dans l'Iowa, Althea Sherman suit la littérature savante en ornithologie et devient membre de 15 sociétés scientifiques ou ornithologiques. Sherman utilise ses talents d'artiste pour illustrer ses observations et ses études, publiant plus de 70 articles sur 38 espèces au cours de sa carrière qui s'étend sur trois décennies. Sherman publie des articles de revues savantes dès 1911 : The Auk, le Bird-Lore de la Société Audubon, le Journal of Mammalogy, The Wilson et l'Avicultural Magazine. Avec Louis Agassiz Fuertes, les illustrations d'oiseaux d'Althea Sherman font partie, en 1919, de la première exposition de peintures d'oiseaux de l'American Ornithologists' Union,.
Sherman accueille fréquemment des visiteurs dans son "Acre of Birds". Les visiteurs sont aussi bien des ornithologues professionnels que des profanes simplement intéressés par les installations d'observation qu'Althea Sherman avait conçues.
En 1914, Althea Sherman effectue de nombreux voyages en Europe, au Moyen-Orient et en Asie, afin d'observer diverses espèces d'oiseaux dans le monde entier. Elle publie ses découvertes dans une série d'ouvrages intitulée Birds by the Wayside. Ces publications lui valent une réputation internationale en tant qu'ornithologue.
Parfois, Althea Sherman exprime un jugement sur le comportement des oiseaux. Le New York Times cite Althea Sherman après avoir observé le comportement des roitelets domestiques, qui envahissent et détruisent les œufs d'autres oiseaux. Elle pense que de nombreuses personnes qui ne sont que des amateurs d'oiseaux et qui ne connaissent pas le comportement des oiseaux construisent des nichoirs à troglodytes, encourageant ainsi la croissance de la population de troglodytes au détriment d'autres espèces.
Certains ornithologues pensent qu'Althea Sherman porte un jugement inapproprié sur les troglodytes domestiques. De nombreuses personnes fournissent des nichoirs à oiseaux pour que les troglodytes domestiques puissent nicher. Étant donné que ces oiseaux s'attaquent à d'autres oiseaux, Sherman soutient que la pratique consistant à fournir des nichoirs donne aux troglodytes domestiques un avantage concurrentiel injuste dans la nature. Ce débat est parfois connu sous le nom de "The Great Wren Debate" et s'est poursuivi jusqu'au XXIe siècle.
Les publications d'Althea Sherman au début de sa carrière font état d'observations du comportement des oiseaux, tandis que les publications ultérieures comprennent des interprétations plus approfondies. Au cours de sa carrière, elle sert de mentor à l'ornithologue Margaret Morse Nice, qui a 30 ans de moins que Sherman. Sherman et Nice correspondent fréquemment, Sherman offrant parfois des conseils et des suggestions. Elle est également le mentor de l'ornithologue Lynds Jones de l'Oberlin College, avec qui Sherman travaille ensuite étroitement sur le Wilson Bulletin.
En tant qu'ornithologue autodidacte qui utilise principalement une installation d'observation en plein air fabriquée à la maison pour ses recherches, Althea Sherman évite la discrimination sexuelle dans les cercles scientifiques qui est courante à l'époque. Ses efforts scientifiques sont autofinancés, ce qui l'aide également à surmonter la discrimination sexuelle.

### Tour des martinets de cheminée
En 1915, Althea commande la construction d'une tour en bois de 28 pieds de haut et de 9 pieds de côté, conçue pour attirer les martinets des cheminées qui y nichent pour les observer. Un escalier traverse le centre, avec des portes et des judas, afin qu'Althea Sherman puisse observer et documenter le cycle de vie des martinets ramoneurs. Ses observations sont les premières du genre. Sherman recueille 18 ans de données en utilisant cette tour.

## Honneurs et héritage
Les résultats des recherches d'Althea Sherman lui valent d'être élue membre de l'American Ornithologists' Union en 1912, dont le nombre de membres est limité à 100 à l'époque. Elle figure également dans le Who's Who of Women in Science et American Men of Science. Elle est membre honoraire du Wilson Club.
Sherman décède à l'âge de 89 ans avant la publication d'un livre résumant ses données sur les martinets de cheminée. Cependant, Fred J. Pierce publie le livre d'Althea Sherman Birds of an Iowa Dooryard à titre posthume, avec une édition limitée à 1 500 exemplaires,. Les publications ornithologiques d'Althea Sherman ont fait partie du traité Life Histories of North American Birds de l'ornithologue Arthur Cleveland Bent.
La State Historical Society of Iowa possède environ 250 illustrations d'oiseaux d'Althea Sherman, ainsi que plusieurs de ses écrits. Elle a laissé dans sa succession une dotation financière pour l'Oberlin College, qui comprenait des ressources financières suffisantes pour que le collège commence à enseigner des cours d'ornithologie.
La tour Chimney Swift est tombée en ruine après la mort d'Althea Sherman. Elle a fini par être reconstruite et, au début du XXIe siècle, elle sert d'attraction touristique. La tour est relocalisée à Buchanan, dans l'Iowa, dans la Bickett-Rate Memorial Preserve. La gestion de la tour est acquise par le projet Althea R. Sherman,.

## Publications représentatives
- (en) « The Nest Life of the Sparrow Hawk », The Auk, vol. 30, no 3,‎ 1913, p. 406-418.
- (en) « The Old Ornithology and the New », The Wilson Bulletin, vol. 42, no 1,‎ 1930, p. 3-10.
- (en) « Birds by the Wayside, in Europe, Asia, and Africa », The Wilson Bulletin, vol. 27, no 1,‎ 1915, p. 243-271.